# Urząd ziemski (PRL)
Urząd ziemski – jednostka organizacyjna rządu istniejąca w latach 1944–1946, mająca na celu  przeprowadzenia reformy rolnej i przebudowy ustroju rolnego.

## Powołanie urzędów ziemskich
Na podstawie dekretu Polskiego Komitetu Wyzwolenia Narodowego z 1944 r. o organizacji wojewódzkich i powiatowych urzędów ziemskich ustanowiono urzędy ziemskie.

## Zadania urzędów ziemskich
Urzędy ziemskie zorganizowane zostały jako wojewódzkie i powiatowe jednostki organizacyjne podległe kierownikowi Resortu  Rolnictwa i Reform Rolnych, który odpowiedzialny był za przeprowadzenie reformy rolnej.
Wojewódzkie urzędy ziemskie stanowiły instancję nadzorczą i wytyczającą kierunki działalności powiatowych urzędów ziemskich.
Kontrolę społeczną w sprawach dotyczących rolnictwa i reform rolnych sprawowały właściwe rady narodowe, poprzez komisje ziemskie.
W skład komisji ziemskich wchodzili przedstawiciele rolnictwa, zarówno chłopi małorolni, średniorolni oraz bezrolni oraz fachowcy w dziedzinie produkcji rolnej, melioracji, przemysłu rolnego, spółdzielczości rolniczej oraz handlu produktami rolnymi.

## Zniesienie urzędów ziemskich
Na podstawie dekretu z 1946 r. o zespoleniu urzędów ziemskich z władzami administracji ogólnej  sprawy urzędów ziemskich zostały włączone do zakresu działania wojewodów i starostów. Tak więc uprawnienia i obowiązki przeszły z wojewódzkich urzędów ziemskich i prezesów wojewódzkich urzędów ziemskich na wojewodów. Z kolei uprawnienia i obowiązki z powiatowych urzędów ziemskich i komisarzy ziemskich przeszły na starostów.